# پیرتاج
پیرتاج شهری است که مرکز بخش چنگ الماس شهرستان بیجار در استان کردستان ایران است.

## جمعیت
جمعیت پیرتاج براساس سرشماری مرکز آمار ایران در سال ۱۳۹۵، ۱،۱۹۹ نفر (۳۶۲خانوار) بوده‌است.

### زبان
زبان مردم پیرتاج ترکی آذربایجانی است.